# Дантеска

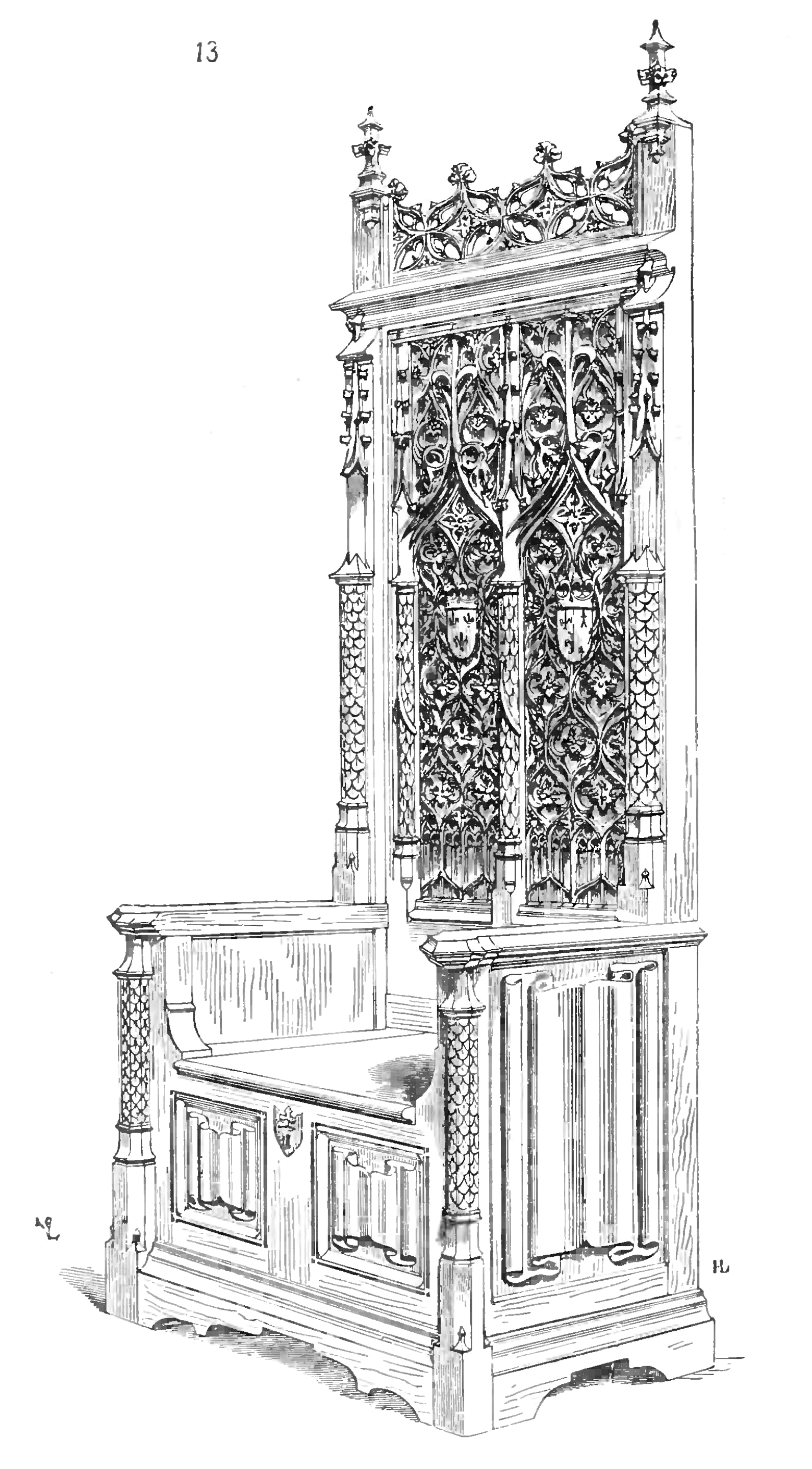
Средневековое кресло, называемое в XIX в. дантеской. Рисунок Э. Виолле-ле-Дюка. 1873-1874

Дантеска (итал. dantesca) — тип мебели, кресло с высокой спинкой, подлокотниками, украшенными резьбой, готическим орнаментом, и сиденьем, обитым красным бархатом. Такая мебель и название «дантеска» возникли в период романтизма начала XIX в., время, когда особый интерес вызывала эпоха позднего Средневековья и проторенессанса, олицетворяемая Данте Алигьери. Кресла дантеска и стулья савонарола с изогнутыми ножками, копировавшие итальянские, изображали на своих картинах английские прерафаэлиты.
Эта мебель была популярна в период историзма в середине и второй половине XIX в. Она стала принадлежностью романтических «готических» интерьеров. Поэтому дантесками стали называть и стулья савонарола, пышнее чем обычно украшенные резьбой и бархатом. Отсюда некоторая путаница в названиях.